# Fermín IV

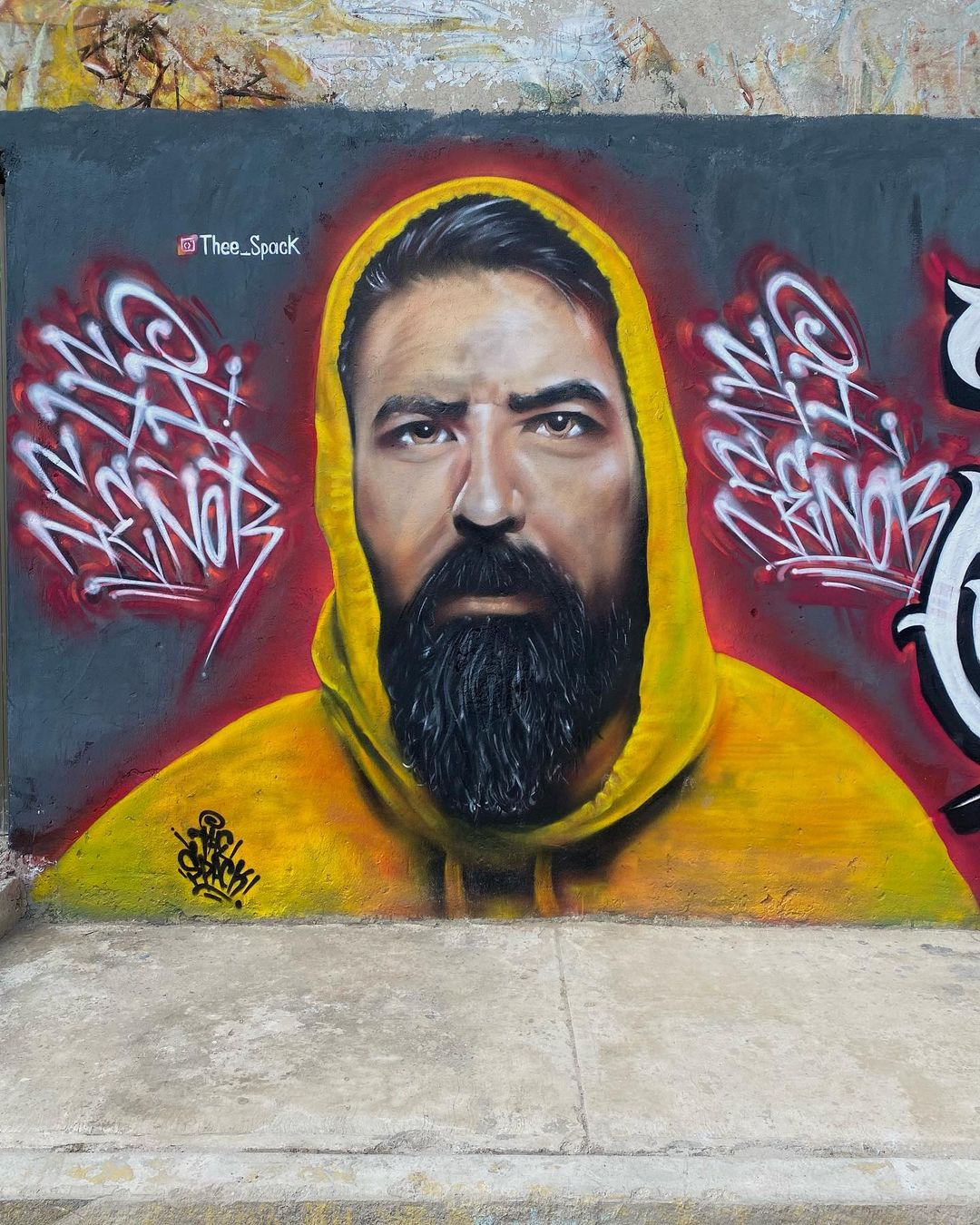
Fermín IV

Fermín IV war Mitbegründer der mexikanischen Hip-Hop-Formation Control Machete und danach als Solokünstler aktiv.

## Leben
Fermín IV Caballero Elizondo stammte aus einer finanziell stabilen Familie. Er studierte Medizin an der Universität Monterrey (Universidad de Monterrey) (UDEM), bevor er Rapper wurde.
In den frühen 90er-Jahren war er Mitglied der lokalen Rockband Prófuga del Metate.
Ab 1995 war er Mitglied der von ihm mitgegründeten Hip-Hop-Formation Control Machete. Nach Mitwirken in anderen Bands (Chris Vrennas Projekt Tweaker und dem Hip-Hop-Act OMD aus Los Angeles) veröffentlichte er 2002 sein Soloalbum Boomerang bei Universal Latino und verließ Control Machete.
Zudem wirkte er im Lied Siempre peligroso mit, das auf dem Album Los Grandes Éxitos en Español von Cypress Hill erschien.

## Diskografie

### Mit Control Machete
- 1997: Mucho Barato
- 1999: Artillería pesada presenta

### Studioalben
- 2002: Boomerang (Universal Latino)
- 2005: Los Que Trastornan al Mundo
- 2008: Fermín IV presenta: Están Por Alcanzarte / Hip Hop Por La Vida
- 2008: Dúos Con
- 2019: Decisiones

### Livealbum
- 2004: Fermín IV En Vivo

### EPs
- 2014: Y Mi Vida Comenzó [EP]
- 2017: Odio/Amor [EP] (Sony Music)
- 2022: Ya Puedes Sonreír [EP]
- 2024: Ya Lo Vez [EP]